# Medelklass
Medelklass är en vagt, och ibland skiftande, definierad socioekonomisk socialgrupp, som utgör ett mellanskikt i samhället. Med avseende på faktorer som inkomst, förmögenhet, utbildning, självständighet i yrkesutövningen och social prestige har medelklassen en mindre gynnsam ställning än överklassen men en mer gynnsam ställning än arbetarklassen. Inom sociologin används begreppet medelklass ofta. Inom marxismen existerar inte medelklassen, utan man talar vanligtvis om lönearbetande mellanskikt samt bourgeoisie (som inkluderar småborgerlighet och bönder). Men det finns också marxister som räknar alla löntagare som tillhörande arbetarklassen.[källa behövs]
Ofta indelas medelklassen i "övre" och "lägre" medelklass. Till den övre medelklassen räknas traditionellt akademiker i yrken med högre inkomst och personer med chefsposition högre än mellanställning. Till den lägre medelklassen räknas ofta övriga akademiker och icke-akademiska tjänstemän, som poliser och gymnasieingenjörer. Gränsen mellan svensk arbetarklass och lägre medelklass har föreslagits gå mellan barnskötare och förskollärare.[källa behövs] Det skulle i så fall betyda ungefär att medan LO-grupperna är arbetare så är övriga löntagare medelklass. (Då får man räkna med en viss överlappning rent inkomstmässigt såtillvida att en del inom lägre medelklass kan ha lägre lön än en del arbetare). 
Vid definitionen av medelklass är det möjligt att ta fasta på graden av självständighet i arbetet. Medelklassyrken har då betydande frihet för den enskilde att avgöra vilka metoder som skall användas för att uppnå ett givet mål. Mer praktiskt sett kan uppdelningen handla om att den som tillhör medelklassen kan klara att leva utan inkomst under en kortare period (några månader eller något år), samt kan använda besparade medel för att köpa vissa kapitalvaror; exempelvis en nyare begagnad bil. För övre medelklass kan även gälla att kapitalinkomst ger ett märkbart bidrag till total inkomst, även om arbetsinkomst dominerar. I den sociala hierarkin ligger övre medelklass precis under överklassen, samtidigt som lägre medelklass ligger precis ovanför arbetarklassen. 
Hur medelklass definieras i detalj beror på den använda metodologin. Vem som hör till medelklassen är därmed omdiskuterat, likaså om man överhuvudtaget kan dela in människor i klasser. Det kan dock noteras, att om samhället inte alls får indelas i grupper eller klasser blir det mycket svårt att diskutera samhället. Enligt klassisk marxism är det dock  kapitalister och arbetare som utgör de motpoler som har betydelse för utvecklingen i det moderna samhället, medan övriga får förhålla sig till dessa.
Att en arbetare i Skandinavien kan ha en högre livsinkomst än vissa akademiker reflekterar att socioekonomisk position beror på fler variabler än löneinkomst. Även längre tillbaka i tiden uppstår problem med en klassindelning, till exempel när det gäller de ofta självägande bönderna i det svenska bondesamhället. Det är alltså inte lätt att dela upp befolkningen i klasser ur socialgruppsperspektiv, men något enklare ur ett ekonomiskt maktperspektiv.

## Historik
Medelklassen har sitt ursprung i borgarståndet, det vill säga städernas hantverkare och handelsmän. Under 1700- och 1800-talen växte sig medelklassen större, men utgjorde dock länge i de nordiska länderna endast ett mindre mellanskikt mellan överklassen och underklassen (jämför borgarklass). Det var i borgarklassen/medelklassen de liberala tankegångarna växte sig starka. I de nordiska länderna såg dock situationen något annorlunda ut jämfört med på kontinenten. Här fanns å ena sidan en mycket liten urban medelklass, men å andra sidan en stor självägande bondeklass som utgjorde ett slags lantlig lägre medelklass.
Vartefter under loppet av 1900-talet, då det materiella välståndet i västvärlden spred sig till i stort sett hela befolkningen (om än i varierade grad), kom en stor del av befolkningen att karaktäriseras som medelklass. Karakteristiskt för medelklassen är att den ständigt strävar uppåt, socialt och ekonomiskt, samtidigt som den hotas av social och ekonomisk degradering. Vissa menar att både liberalismen samt en viss konformism och strebermentalitet avspeglar just denna osäkra position för medelklassen.